# Odeon (muzyka)
Odeon – typ orkiestry grający muzykę rozrywkową, popularny na przełomie XIX/XX wieku. Orkiestra ta złożona była z dowolnej liczby muzyków grających na instrumentach dętych, z kwintetu smyczkowego i perkusji. Obecnie ten typ orkiestry występuje bardzo rzadko.